# Методология экономической науки

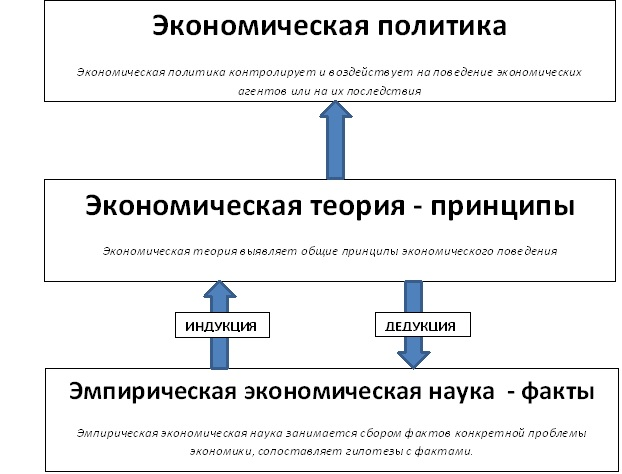
Связь между фактами, принципами и политикой в экономической науке

Методоло́гия экономи́ческой нау́ки (англ. economic methodology) — методология, изучение методов, в особенности научного метода, в отношении экономической науки, включая принципы выводного знания.

## Определение
Методология экономической науки — методология, изучение методов, в особенности научного метода, в отношении экономики, включая принципы выводного знания.
Согласно К. Р. Макконнеллу и С. Л. Брю экономисты используют свои методы по схеме Связь между фактами, принципами и политикой в экономике. Экономисты на первом этапе, на этапе Эмпирической экономической науки выявляют и собирают факты, относящихся к какой-либо экономической проблеме. Затем экономист выводит обобщения того или иного поведения экономических агентов, так формируется второй этап Экономическая теория. При анализе поведения экономических агентов экономист использует в том числе метод дедукции и метод индукции. Сформированные гипотезы общего представления о поведении экономических агентов на втором этапе позволяют быть использованы в выработке политики, решений, обеспечивающих исправление или устранения одной проблемы экономической науки уже на третьем этапе, на этапе Экономической политики (этап Прикладной экономической науки).

## Эмпирическая экономическая наука
Экономическая наука как и другие науки основывается на фактах, на наблюдаемых и поддающихся проверке изменениях данных, то есть на первом этапе является описательной, то есть эмпирической экономической наукой. Своей задачей, которая ставит перед собой эмпирическая экономическая наука, является нахождение фактов, выделение экономических фактов от неэкономических, в сборе тех экономических фактов, которые решают конкретную экономическую проблему, и их последующее описание, а также проверка гипотез с помощью фактов, подтверждая или опровергая правильность выявленных принципов или теорий.

## Области исследований
Методологические проблемы, в том числе аналогии и различия в сравнении с естественными и другими общественными науками, включают:
- определение экономики как науки[3],
- сфера экономики с точки зрения её методов[4],
- фундаментальные принципы и исследовательское значение экономической теории[5],
- методологический индивидуализм в сравнении с холизмом в экономике[6],
- логические посылки, включая теории рационального выбора и максимизации прибыли, в основаниях экономической теории и в опытном применении для объяснения и предсказания феноменов, также аккуратность этих посылок[7],
- научный статус экономики[8],
- соотношение эмпирического и философского подходов[9],
- роль эксперимента в экономике[10],
- роль математической экономики и математики в экономике[11],
- экономические сочинения[12] и риторика[13],
- отношения между теорией, наблюдением и их приложением в современной экономической теории[14],
- история экономической методологии[15].